# Битадзе, Гога
Го́га Бита́дзе (груз. გოგა ბითაძე; род. 20 июля 1999 года в Сагареджо, Грузия) — грузинский профессиональный баскетболист, играющий на позиции центрового. Выступает в Национальной баскетбольной ассоциации за команду «Орландо Мэджик» и за сборную Грузии. На драфте НБА 2019 года он был выбран под 18-м номером клубом «Индиана Пэйсерс».

## Ранние годы
Гога Битадзе родился на востоке Грузии в Сагареджо. Его отец был профессиональным баскетболистом, чья карьера преждевременно завершилась из-за травмы. Гога начал играть в баскетбол в 6 лет, потому что он посчитал себя «активным и высоким». Его кумирами детства были соотечественники Заза Пачулия и Торнике Шенгелия, а также звёздные центровые НБА того времени Пау Газоль и Шакил О'Нил. Со своей школьной командой Гога выигрывал национальный чемпионат среди юниоров до 14-ти лет, а также играл за юниорские команды БК «Вита» Тбилиси.

## Клубная карьера

### Вита Тбилиси (2015—2016)
В сезоне 2015/16 Битадзе играл за БК «Вита» Тбилиси в Лиге ВТБ. Он дебютировал в лиге в 16 лет и стал самым молодым игроком в истории Лиги ВТБ. Сыграв 6 игр, Гога Битадзе в среднем набирал 2,8 очка, 1,7 подбора и 0,7 блока за 13,8 минут за игру.

### Мега Бемакс (2016—2019)
2 декабря 2015 года Битадзе подписал контракт с сербским БК «Мега Бемакс». Выбор пал именно на клуб сербской лиги, потому что здесь играли будущие центровые НБА, такие как Никола Йокич и Ивица Зубац. Он описал этот шаг: «Мне было тяжело в течение пары месяцев. Я был очень расстроен, был далеко от моей семьи и друзей. Мне было трудно, но потом я постепенно привык к этому... тебе приходится чем-то жертвовать, чтобы достичь чего-то большого». В декабре 2015 года Битадзе набирал в среднем 7,8 очка и 4 подбора за игру, чем помог юниорской команде «Мега» пройти отборочный турнир Adidas Next Generation.

### Смедерево 1953 (2016—2017)
На сезон 2016/17 Битадзе был отдан в аренду БК «Смедерево 1953», который выступал в сербской лиге. За 19 игр он набирал в среднем 10,6 очка, 4,4 подбора и 1,2 блока за игру. Битадзе дебютировал 8 октября 2016 года, записав на свой счёт 5 очков и 4 подбора, но его команда уступила БК «Борац» Чачак со счётом 71–75. 29 октября в игре против БК «Напредак Крушевац» Гога установил для себя рекорд результативности в 18 очков, которого он в этом сезоне достиг ещё три раза. Битадзе записал свой первый дабл-дабл 1 апреля 2017 года против БК «Дунав Стари Бановци», набрав 18 очков и 11 подборов.

#### Возвращение из аренды
Битадзе вернулся из аренды и провёл сезон 2017/18 в составе «Меги». В 22 играх Адриатической лиги он набирал в среднем 11,8 очка, 6,2 подбора и 2,1 блока за игру, а в 12 играх чемпионата Сербии — в среднем 15,9 очка и 6,7 подбора за игру. Он дебютировал 1 октября 2017 года, записав 12 очков, 9 подборов и 5 блоков в победе над «Цибоной». В январе 2018 года Битадзе некоторое время играл за юношескую команду «Меги» и помог ей выиграть Адриатическую лигу среди юношей. Набирая в среднем 17 очков и 11 подборов в финальном турнире, он был назван самым ценным игроком и был выбран в сборную всех звёзд Адриатической лиги. 20 января Битадзе набрал 23 очка против «Цедевиты», установив свой рекорд по очкам в Адриатической лиге. 12 апреля Битадзе решил выставить свою кандидатуру на драфт НБА 2018 года. 30 мая он продемонстрировал свой лучший результат в сезоне, набрав 25 очков при 9 попаданиях из 12 с игры. Однако, 11 июня Битадзе снимается с драфта.
Битадзе начал сезон 2018/19, выступая за «Мегу». 11 августа 2018 года в выставочной игре против команды из 1-го дивизиона NCAA «Кентукки Уайлдкэтс» Битадзе получил травму ближе к концу первого тайма и больше не вернулся на паркет. 30 сентября, вернувшись после травмы, он набрал 24 очка и 12 подборов. 30 октября его признали самым ценным игроком месяца в Адриатической лиге. 3 ноября Битадзе набрал рекордные для себя 28 очков, попав 11 из 12 с игры, но его команда проиграла «Партизану». Сыграв 11 матчей за «Мегу» в Адриатической лиге, он набирал в среднем 20,2 очка, 7,9 подбора и 2,6 блока за игру.

### Будучност (2018—2019)
20 декабря 2018 года Битадзе был отдан в аренду черногорскому БК «Будучност» до конца сезона, который в то время соревновался в Евролиге. В своей первой игре за «Будучност» 24 декабря он набрал 12 очков и 4 подбора против словенской «Крки» в матче Адриатической лиги. Четыре дня спустя Битадзе дебютировал в Евролиге, набрав 17 очков, 7 подборов и 4 блока, проиграв «Баварии» 88–93. 3 января 2019 года он продемонстрировал ещё одну сильную игру в Евролиге, набрав 23 очка, 8 подборов и 3 блока со скамейки, проиграв «Олимпии Милан» со счётом 94–111. За 13 игр в Евролиги Битадзе набирал в среднем 12,1 очка, 6,4 подбора и 2,3 блока за игру и получил звание «Восходящей звезды Евролиги», как лучший игрок в возрасте до 22 лет. После того, как «Будучност» не прошла в плей-офф Евролиги, Битадзе вернулся в «Мегу» до окончания сезона.

### Индиана Пэйсерс (2019—2023)
20 апреля 2019 года Битадзе выставляет свою кандидатуру на драфт НБА 2019 года, на котором он был возможным «лотерейным» выбором. 19 июня Гога появился на «вирусной» фотографии, на которой все журналисты окружили будущего 1-го выбора драфта Зайона Уильямсона и проигнорировали Битадзе. Ряд игроков НБА, включая Дуэйна Уэйда и Дрэймонда Грина, посоветовали ему использовать эту фотографию в качестве мотивации. На драфте 2019 года Битадзе был выбран командой «Индиана Пэйсерс» под общим 18-м пиком.
9 февраля 2023 года Битадзе был отчислен «Пэйсерс».

### Орландо Мэджик (2023—настоящее время)
13 февраля 2023 года Битадзе подписал контракт с «Орландо Мэджик». 6 июля 2024 года он вновь подписал контракт с «Мэджик».

## Выступления за сборную

### Юношеские сборные
Битадзе выступал за сборную Грузии до 17 лет на чемпионате Европы U16 2015 года в Дивизионе B, набирая в среднем 14,2 очка, 8,8 подбора и 3,7 блока за игру, на пути к 5-му месту. Свою лучшую игру Гога выдал 13 августа в матче против сборной Швеции, набрав 24 очка и 11 подборов, но его команда всё равно проиграла 66—80.
На чемпионате Европы U18 2016 года в Дивизионе B Битадзе набирал в среднем 11,4 очка, 10,2 подбора и 4,1 блока за игру. 6 августа он набрал 23 очка, 13 подборов и 9 блоков, победив сборную Болгарии 103—101.
На чемпионате Европы U20 2017 года в Дивизионе B Битадзе в среднем набирал 10,9 очков и 6,3 подбора за игру.

### Взрослая сборная
Битадзе впервые был вызван во взрослую сборную Грузии на ЧЕ 2017 года, но травма связки голени вынудила его не участвовать в соревнованиях. Несмотря на это, он «многому научился на площадке и за её пределами», наблюдая за своими опытными товарищами по команде, включая Зазу Пачулию и Георгия Шермадини. 24 ноября 2017 года Битадзе дебютировал за национальную команду в матче против сборной Германии во время квалификации на ЧМ 2019 года, набрав 4 очка за 17 минут, проведённых на паркете.

## Достижения
- Обладатель Кубка Черногории: 2018/2019

## Статистика

### Статистика в НБА
| Сезон                                                                                    | Команда | Регулярный сезон | Регулярный сезон | Регулярный сезон | Регулярный сезон | Регулярный сезон | Регулярный сезон | Регулярный сезон | Регулярный сезон | Регулярный сезон | Регулярный сезон | Регулярный сезон | Серия плей-офф | Серия плей-офф | Серия плей-офф | Серия плей-офф | Серия плей-офф | Серия плей-офф | Серия плей-офф | Серия плей-офф | Серия плей-офф | Серия плей-офф | Серия плей-офф |
| Сезон                                                                                    | Команда | GP               | GS               | MPG              | FG%              | 3P%              | FT%              | RPG              | APG              | SPG              | BPG              | PPG              | GP             | GS             | MPG            | FG%            | 3P%            | FT%            | RPG            | APG            | SPG            | BPG            | PPG            |
| ---------------------------------------------------------------------------------------- | ------- | ---------------- | ---------------- | ---------------- | ---------------- | ---------------- | ---------------- | ---------------- | ---------------- | ---------------- | ---------------- | ---------------- | -------------- | -------------- | -------------- | -------------- | -------------- | -------------- | -------------- | -------------- | -------------- | -------------- | -------------- |
| 2019/20                                                                                  | Индиана | 54               | 2                | 8,7              | 46,7             | 19,0             | 72,7             | 2,0              | 0,4              | 0,2              | 0,7              | 3,2              | Не участвовал  | Не участвовал  | Не участвовал  | Не участвовал  | Не участвовал  | Не участвовал  | Не участвовал  | Не участвовал  | Не участвовал  | Не участвовал  | Не участвовал  |
| 2020/21                                                                                  | Индиана | 45               | 3                | 12,5             | 42,8             | 25,3             | 73,8             | 3,3              | 0,8              | 0,2              | 1,3              | 5,1              | Не участвовал  | Не участвовал  | Не участвовал  | Не участвовал  | Не участвовал  | Не участвовал  | Не участвовал  | Не участвовал  | Не участвовал  | Не участвовал  | Не участвовал  |
| 2021/22                                                                                  | Индиана | 50               | 16               | 14,6             | 52,0             | 28,8             | 68,1             | 3,5              | 1,1              | 0,4              | 0,8              | 7,0              | Не участвовал  | Не участвовал  | Не участвовал  | Не участвовал  | Не участвовал  | Не участвовал  | Не участвовал  | Не участвовал  | Не участвовал  | Не участвовал  | Не участвовал  |
| 2022/23                                                                                  | Индиана | 21               | 0                | 9,6              | 51,9             | 28,6             | 45,8             | 2,3              | 0,9              | 0,4              | 0,5              | 3,3              | Не участвовал  | Не участвовал  | Не участвовал  | Не участвовал  | Не участвовал  | Не участвовал  | Не участвовал  | Не участвовал  | Не участвовал  | Не участвовал  | Не участвовал  |
| 2022/23                                                                                  | Орландо | 17               | 1                | 15,0             | 57,5             | 16,7             | 66,7             | 5,2              | 1,2              | 0,4              | 0,9              | 5,8              | Не участвовал  | Не участвовал  | Не участвовал  | Не участвовал  | Не участвовал  | Не участвовал  | Не участвовал  | Не участвовал  | Не участвовал  | Не участвовал  | Не участвовал  |
| 2023/24                                                                                  | Орландо | 62               | 33               | 15,4             | 60,3             | 14,3             | 65,5             | 4,6              | 1,3              | 0,5              | 1,2              | 5,0              | 2              | 0              | 4,9            | 0,0            | -              | -              | 1,5            | 1,0            | 0,0            | 0,0            | 0,0            |
|                                                                                          | Всего   | 249              | 55               | 12,8             | 51,5             | 24,5             | 67,2             | 3,4              | 0,9              | 0,4              | 1,0              | 4,9              | 2              | 0              | 4,9            | 0,0            | -              | -              | 1,5            | 1,0            | 0,0            | 0,0            | 0,0            |
| Наведите курсор мыши на аббревиатуры в заголовке таблицы, чтобы прочесть их расшифровку. |         |                  |                  |                  |                  |                  |                  |                  |                  |                  |                  |                  |                |                |                |                |                |                |                |                |                |                |                |

### Статистика в Джи-Лиге
| Сезон                                                                                    | Команда            | Регулярный сезон | Регулярный сезон | Регулярный сезон | Регулярный сезон | Регулярный сезон | Регулярный сезон | Регулярный сезон | Регулярный сезон | Регулярный сезон | Регулярный сезон | Регулярный сезон | Серия плей-офф | Серия плей-офф | Серия плей-офф | Серия плей-офф | Серия плей-офф | Серия плей-офф | Серия плей-офф | Серия плей-офф | Серия плей-офф | Серия плей-офф | Серия плей-офф |
| Сезон                                                                                    | Команда            | GP               | GS               | MPG              | FG%              | 3P%              | FT%              | RPG              | APG              | SPG              | BPG              | PPG              | GP             | GS             | MPG            | FG%            | 3P%            | FT%            | RPG            | APG            | SPG            | BPG            | PPG            |
| ---------------------------------------------------------------------------------------- | ------------------ | ---------------- | ---------------- | ---------------- | ---------------- | ---------------- | ---------------- | ---------------- | ---------------- | ---------------- | ---------------- | ---------------- | -------------- | -------------- | -------------- | -------------- | -------------- | -------------- | -------------- | -------------- | -------------- | -------------- | -------------- |
| 2019/20                                                                                  | Форт-Уэйн Мэд Энтс | 6                | 6                | 37,5             | 45,2             | 35,5             | 66,7             | 13,3             | 4,0              | 0,7              | 3,3              | 19,2             | Не участвовал  | Не участвовал  | Не участвовал  | Не участвовал  | Не участвовал  | Не участвовал  | Не участвовал  | Не участвовал  | Не участвовал  | Не участвовал  | Не участвовал  |
| 2021/22                                                                                  | Форт-Уэйн Мэд Энтс | 2                | 2                | 30,2             | 70,0             | 63,6             | 100,0            | 10,5             | 2,5              | 1,0              | 2,0              | 28,5             | Не участвовал  | Не участвовал  | Не участвовал  | Не участвовал  | Не участвовал  | Не участвовал  | Не участвовал  | Не участвовал  | Не участвовал  | Не участвовал  | Не участвовал  |
|                                                                                          | Всего              | 8                | 8                | 35,6             | 50,7             | 42,9             | 76,9             | 12,6             | 3,6              | 0,8              | 3,0              | 21,5             | Не участвовал  | Не участвовал  | Не участвовал  | Не участвовал  | Не участвовал  | Не участвовал  | Не участвовал  | Не участвовал  | Не участвовал  | Не участвовал  | Не участвовал  |
| Наведите курсор мыши на аббревиатуры в заголовке таблицы, чтобы прочесть их расшифровку. |                    |                  |                  |                  |                  |                  |                  |                  |                  |                  |                  |                  |                |                |                |                |                |                |                |                |                |                |                |

### Статистика в других лигах
| Сезон | Команда             | Лига                                             | GP  | GS | MPG  | FG%  | 3P%  | FT%   | RPG  | APG | SPG | BPG | PFL | TOV | PPG  |
| --- | ------------------- | ------------------------------------------------ | --- | -- | ---- | ---- | ---- | ----- | ---- | --- | --- | --- | --- | --- | ---- |
| 2015/16 | Все клубы           | Все лиги                                         | 13  | 5  | 14,2 | 41,9 | 42,9 | 44,4  | 3,2  | 0,7 | 0,4 | 0,8 | 1,6 | 0,9 | 4,8  |
| 2015/16 | Вита                | Единая лига ВТБ                                  | 6   | 2  | 13,8 | 31,6 | 50,0 | 50,0  | 1,7  | 0,7 | 0,5 | 0,7 | 1,2 | 0,5 | 2,8  |
| 2015/16 | Мега (Ю-18)         | Турнир в Риме                                    | 4   | 1  | 15,2 | 53,8 | 66,7 | 50,0  | 4,0  | 0,3 | 0,3 | 0,8 | 1,3 | 1,8 | 7,8  |
| 2015/16 | Мега (Ю-18)         | Euroleague Basketball Next Generation Tournament | 3   | 2  | 13,7 | 35,3 | 0,0  | 40,0  | 5,3  | 1,3 | 0,3 | 1,0 | 3,0 | 0,7 | 4,7  |
| 2016/17 | Все клубы           | Все лиги                                         | 27  | 14 | 22,1 | 55,9 | 41,9 | 58,0  | 6,3  | 0,9 | 0,4 | 1,8 | 3,0 | 1,7 | 12,6 |
| 2016/17 | Смедерево 1953      | Чемпионат Сербии                                 | 19  | 8  | 19,0 | 56,9 | 35,7 | 62,2  | 4,4  | 0,7 | 0,4 | 1,2 | 3,3 | 1,4 | 10,6 |
| 2016/17 | Мега (Ю-18)         | Euroleague Basketball Next Generation Tournament | 4   | 4  | 31,7 | 52,9 | 44,4 | 59,1  | 10,0 | 1,3 | 0,5 | 3,8 | 3,0 | 3,0 | 17,8 |
| 2016/17 | Мега (Ю-18)         | Турнир в Белграде                                | 4   | 2  | 27,2 | 56,0 | 66,7 | 42,9  | 12,0 | 1,3 | 0,3 | 2,8 | 1,5 | 1,8 | 16,5 |
| 2017/18 | Все клубы           | Все лиги                                         | 39  | 39 | 24,0 | 54,3 | 21,3 | 64,0  | 7,3  | 1,0 | 0,8 | 1,9 | 3,5 | 1,6 | 13,4 |
| 2017/18 | Мега                | Лига ABA                                         | 22  | 22 | 23,4 | 50,2 | 22,2 | 67,2  | 6,9  | 1,0 | 0,7 | 2,1 | 3,8 | 1,4 | 11,8 |
| 2017/18 | Мега                | Чемпионат Сербии                                 | 12  | 12 | 24,3 | 58,9 | 23,5 | 59,3  | 6,7  | 1,0 | 1,2 | 1,6 | 3,3 | 2,3 | 15,9 |
| 2017/18 | Мега                | Кубок Сербии                                     | 2   | 2  | 25,8 | 56,3 | 0,0  | 100,0 | 9,5  | 1,0 | 0,0 | 3,0 | 3,0 | 1,5 | 11,5 |
| 2017/18 | Мега (Ю-18)         | Юношеская лига ABA                               | 3   | 3  | 26,1 | 62,1 | 0,0  | 59,1  | 11,0 | 1,3 | 0,7 | 1,7 | 2,7 | 1,3 | 16,3 |
| 2018/19 | Все клубы           | Все лиги                                         | 51  | 29 | 23,4 | 57,1 | 40,0 | 67,9  | 6,3  | 1,1 | 0,5 | 1,9 | 3,8 | 1,8 | 13,9 |
| 2018/19 | Мега                | Лига ABA                                         | 11  | 11 | 28,4 | 60,3 | 41,7 | 68,4  | 7,9  | 1,2 | 0,6 | 2,5 | 4,0 | 2,5 | 20,2 |
| 2018/19 | Мега                | Чемпионат Сербии                                 | 8   | 8  | 22,6 | 51,1 | 43,3 | 75,0  | 7,6  | 2,3 | 0,8 | 2,1 | 3,6 | 2,1 | 16,9 |
| 2018/19 | Будучност           | Лига ABA                                         | 19  | 6  | 20,4 | 60,4 | 40,0 | 62,6  | 4,8  | 0,4 | 0,5 | 1,3 | 3,8 | 1,4 | 10,4 |
| 2018/19 | Будучност           | Евролига                                         | 13  | 4  | 24,2 | 54,8 | 31,3 | 71,4  | 6,4  | 1,2 | 0,5 | 2,3 | 3,6 | 1,4 | 12,1 |
| Всего | Всего               | Всего                                            | 130 | 87 | 22,4 | 55,0 | 36,1 | 64,9  | 6,3  | 1,0 | 0,6 | 1,8 | 3,3 | 1,6 | 12,6 |
| В чемпионате Сербии | В чемпионате Сербии | В чемпионате Сербии                              | 39  | 28 | 21,4 | 56,2 | 36,0 | 64,6  | 5,7  | 1,1 | 0,7 | 1,5 | 3,4 | 1,8 | 13,5 |
| В Лиге ABA | В Лиге ABA          | В Лиге ABA                                       | 52  | 39 | 23,4 | 55,6 | 33,8 | 65,6  | 6,3  | 0,8 | 0,6 | 1,9 | 3,8 | 1,6 | 13,0 |
| Наведите курсор мыши на аббревиатуры в заголовке таблицы, чтобы прочесть их расшифровку Статистика приведена с сайта basketball.realgm.com |                     |                                                  |     |    |      |      |      |       |      |     |     |     |     |     |      |

### Национальная сборная
| Отбор на ЧМ 2019                                                                        | 10 | 22,0 | 40/88 | 45,5 | 35/67 | 52,2 | 5/21 | 23,8 | 30/49 | 61,2 | 2.5 | 3,4 | 5,9 | 0,9 | 1,3 | 1,1 | 1,6 | 2,9 | 115 | 11,5 |
| Наведите курсор мыши на аббревиатуры в заголовке таблицы, чтобы прочесть их расшифровку |    |      |       |      |       |      |      |      |       |      |     |     |     |     |     |     |     |     |     |      |